# Pehr Mattsson Sandström
Pehr Mattsson Sandström, född 1757, död 1778 i Bråsta backa vid Sala, var en svensk som avrättades dömd för tidelag. Han var den sista person att avrättas för detta brott i Sverige.
Han dömdes till döden för tidelag för att ha haft samlag med ett flertal kor:
"1778 18 Mart: Hyttarbet: dräng Pär Mattsson Sandström i Santorget för tidelag med flere kor på Bråsta Backe halshuggen och i båle bränd 20 ½ Åhr, ganska Okunnig. Denne dreng, dess mor och syster stod somren förut i halsjern vid en påle på torget, fingo kropsstraf för de stulit får och plektet"
Han var den sista att avrättas för tidelag i Sverige, men dödsstraffet för tidelag kvarblev tills det omvandlades till straffarbete i 1864 års strafflag.